# 回旋塔
回旋塔（かいせんとう）は、高い柱の頂から自由に回るようにした鎖と輪が吊り下がった遊具。

## 概要
回転しながらぶら下がって遊ぶ遊具であり、輪に掴まり、バランスを取りながら回転させて遊ぶ。
しかし、高速で回転しているときに遠心力で飛ばされて負傷したり、手指を切断するという事故があり、2022年現在では回転できないように固定されたり、撤去される事例が多い。
茨城県石岡市では、「利用指導が十分に行き届かない場合においては、公園にふさわしくない遊具」としている。
2018年2月13日に放送されたTBS系列の『マツコの知らない世界』、「公園遊具の世界」においても、回旋塔は危険な遊具であるため撤去が進んでいるとしている。